# Língua agutaynen
Agutaynen é uma língua Filipina falada por cerca de 20 mil pessoasna ilha Agutaya em Palauã, nas Filipinas.

## Distribuição
Caabay & Melvin (2014: 1-2) observa que o Agutayanen é falado em Agutaya e seis das menores das Ilhas Cuyo, nomeadamente Diit, Maracañao, Matarawis, Algeciras, Concepcion e Quiniluban. Após a Segunda Guerra Mundial, os falantes de Agutainen também foram transferidos para os municípios de San Vicente, Roxas, Brooke's Point, Balabac, Linapacan e Puerto Princesa na ilha de Palauã.

## Escrita
A  língua usa o alfabeto latino. Usa-se a forma Ng;. Não se usam as letras J, X, Z;  as letras só em palavras estrangeiras C, F, Q, V

## Fonologia

### Consoantes
|             |             | Labial | Alveolar | Palatal | Velar | Glotal |
| ----------- | ----------- | ------ | -------- | ------- | ----- | ------ |
| Oclusiva    | surda       | p      | t        |         | k     | ʔ      |
| Oclusiva    | sonora      | b      | d        |         | ɡ     |        |
| Nasal       | Nasal       | m      | n        |         | ŋ     |        |
| Fricativa   | Fricativa   |        | s        |         |       | h      |
| Rótica      | Rótica      |        | r ~ ɾ    |         |       |        |
| Lateral     | Lateral     |        | l        |         |       |        |
| Aproximante | Aproximante | w      |          | j       |       |        |

### Vogais
|         | Anterior | Central | Posterior |
| ------- | -------- | ------- | --------- |
| Fechada | i        | ɨ       | o ~ u     |
| Medial  |          |         | o ~ u     |
| Aberta  |          | a       |           |

- /o/ pode flutuar para sons de [o], [ʊ], [u].[2]

## Gramática

### Pronomes
O seguinte conjunto de pronomes são os pronomes encontrados na língua Aguaynen. Nota: o caso direto/nominativo é dividido entre formas completas e curtas.
|                            | Direto/Nominativo | Indireto/Genitivo | Obíquo |
| -------------------------- | ----------------- | ----------------- | ------ |
| 1ª pessoa singular         | yo (o)            | o                 | yɨn    |
| 2ª pessoa singular         | yawa (a)          | mo                | nio    |
| 3ª pessoa singular         | tanandia          | na                | nandia |
| 1ª pessoa plural inclusiva | ita               | ta                | yatɨn  |
| 1ª pessoa plural exclusiva | yami (ami)        | amɨn              | yamɨn  |
| 2ª pessoa plural           | yamo (amo)        | mi                | nindio |
| 3ª pessoa plural           | tanira            | nira              | nira   |